# Teresa Condeminas i Soler
Teresa Condeminas i Soler (Barcelona, 27 de febrer de 1905 - íd., 24 de gener de 2002) fou una pintora classicista-noucentista catalana.

## Biografia
Estudià a Escola de la Llotja des dels 13 anys i durant 10 anys s'anà matriculant en diverses matèries, a causa de l'afany que sempre la caracteritzà per assolir una formació acadèmica adient. Formà part de l'Associació d'Art, constituïda el 1926 a La Llotja, grup amb què participà en les diferents mostres col·lectives organitzades per aquesta associació. Dos foren els seus mestres: Félix Mestres, de qui aprengué el refinament i la correcció de la línia, i Vicenç Borràs, que li transmeté l'interès per la llum; trets sempre presents en la seva producció artística. També es dedicà a la docència: impartí classes de dibuix i de pintura en el seu estudi situat als voltants de la Sagrada Família de Barcelona.
Conreà gairebé tots els gèneres pictòrics: paisatges, natures mortes, figures i sobretot nus femenins de formes arrodonides, clàssiques, clarament noucentistes. Els nus femenins ocuparen un paper rellevant en la seva producció dels anys 30; hi queda palesa la seva tècnica acurada i el refinament emprat en la representació dels cossos nus de textures nacrades, de línies perfectes, de composicions estudiades i pinzellades tan suaus que semblen gairebé imperceptibles; en definitiva, uns trets que junt amb el tractament de les teles portaren als crítics a parlar de pintura ingresiana. Amb tot, les seves figures respiren certa fredor propera a una manca de sentiment o a una actitud extremadament distant, que possiblement la portaren a una obsessiva representació dels rostres, repetits moltes vegades, alguns dels quals tenen certa aparença de màscara picassiana. La seva manera de fer ha estat considerada pulcra, reposada i d'un perfecte classicisme. Aquest classicisme guardava relació amb les propostes pictòriques que dominaren en la Catalunya dels anys 30 i que s'accentuarien en els quaranta, ja establerta la Dictadura franquista, que exercí una censura molt severa també sobre l'art, i que va negar qualsevol vel·leïtat avantguardista. Els seus nus i les representacions de figures femenines es poden considerar com els darrers espeternecs del noucentisme.
Va ser cofundadora de l'Associació d'Art formada per alumnes de la Llotja, fundada el 1926, junt amb els pintors Josep Amat i Pagès, Josep Barrenechea, Lola Bech i Beltran, Carmel Davalillo, Teresa Fábregas i Puig, Francesc Galofré i Suris, Lola Masalles, Manuel Rocamora, Josepa Serraviñals i Furió, Ricard Tárrega i Maurici Vallsquer, entre d'altres.
Membre de l'Asociación Española de Pintores y Escultores des del 1928, participà des de molt jove a les Exposicions de Primavera i a les Nacionals de Belles Arts de Barcelona, on molt aviat aconseguí premis. També va participar en l'Exposició Nacional de Belles Arts de Madrid, com a mínim l'any 1935, en què va obtenir la medalla de tercera classe, i l'any 1936, on va presentar una obra titulada Camerino, que es reprodueix al catàleg.
Pot sobtar la seva repetida participació en les biennals de Venècia organitzades pel règim feixista italià. El 1938 la Itàlia de Mussolini convidà Espanya a la Biennal de Venècia. Eugeni d'Ors, director general de Belles Arts del govern franquista de Burgos, fou el comissari de la mostra. Sembla que elegí Teresa Condeminas junt amb altres artistes, com Ignacio Zuloaga, Josep de Togores o Pere Pruna, però el seu nom no consta en la relació del llibre editat pel Ministeri d'Assumptes Exteriors Un siglo de arte español en l'exterior. España en la Bienal de Venecia 1895-2003. Sí que consta que participà en les de 1940 i de 1944. També participà en l'Exposició d'Art Espanyol de Berlín el 1941 i la de Buenos Aires de 1947. Fos el que fos, sobta perquè el 1937 l'artista donà dos dels seus olis, Natura morta amb fruites i Natura Morta amb pomes i raïms per a l'exposició-subhasta que s'havia de celebrar a Mèxic per recollir fons per a les víctimes del feixisme. Però, malauradament, el vaixell que transportava les obres de 121 artistes catalans, noliejat per la Generalitat de Catalunya, fou capturat en plena mar per l'Armada franquista i totes les obres foren confiscades i traslladades a Burgos.
Malgrat les reiterades participacions en concursos i exposicions col·lectives de tota classe, Teresa Condeminas no dugué a terme cap exposició individual fins al gener de 1948, a la Sala Gaspar. Entre 1945 i 1948 exposà regularment a les Galeries Augusta de Barcelona. Possiblement la seva producció no fou massa regular, però sempre es mantingué fidel a la seva manera de pintar, al seu classicisme-noucentisme de la primera època.
Al llarg de la seva trajectòria va rebre diferents premis i distincions, com les medalles Masriera i Fortuny. En el concurs de paisatge Josep Masriera, que organitzava la Reial Acadèmia Catalana de Belles Arts, va obtenir l'any 1926 una medalla de plata i el 1927 la d'or. Igualment va guanyar un diploma d'honor en l'Exposició Internacional de Barcelona de 1929, així com la tercera i segona medalles en les exposicions nacionals de 1935 i 1950. També va obtenir una menció honorífica en el concurs exposició Barcelona vista pels seus artistes que va organitzar el Reial Cercle Artístic de Barcelona entre 1930 i 1931.
Es casà amb el pintor Lluís Muntané Muns, director i professor de l'Escola de Belles Arts de Barcelona entre 1945 i 1948.
El Museu Nacional d'Art de Catalunya conserva l'obra Camí de la font, que va adquirir l'any 1935 a l'Exposició de Primavera. Igualment, el Museo Nacional Centro de Arte Reina Sofía guarda l'obra El espejo (actualment en dipòsit al Museo de Jaén).

## Exposicions

### Individuals
- 1948. Sala Gaspar, Barcelona
- 1968. Galeries Augusta, Barcelona[13]
- 1971. Galeries Augusta, Barcelona[13]
- 1974. Galeries Augusta, Barcelona[13]
- 1978. Galeries Augusta, Barcelona[13]
- 1980. Galeries Augusta, Barcelona[13]
- 1984. Galeries Augusta, Barcelona[13]
- 1988. Galeries Augusta, Barcelona[13]
- 1993. La Pinacoteca, Barcelona[13]

### Col·lectives[14]
- 1927. Segona exposició de l'Associació d'Art. Galeries Laietanes, Barcelona. Obra: Bodegón.[15]
- 1927. Séptimo Salón de Otoño. Asociación de Pintores y Escultores, Madrid. Hi va presentar les obres Manzanas i Paisaje de San Jinés.[16]
- 1928. Tercera exposició de l'Associació d'Art. Galeries Laietanes, Barcelona.
- 1929. Exposició Internacional de Barcelona. Palau de Congressos, Barcelona.
- 1929. Exposición Internacional de pintura, escultura, dibujo y grabado. Palau Nacional, Barcelona.
- 1930. Exposició de l'Associació d'Art. Galeries Laietanes, Barcelona.
- 1930. Barcelona vista pels seus artistes. Palau de les Arts Decoratives, Barcelona.
- 1931. Barcelona vista pels seus artistes. Palau de les Arts Decoratives, Barcelona.
- 1932. Exposició de Primavera 1932. Palau Nacional, Barcelona. Hi va presentar una natura morta i un nu.[17]
- 1933. Exposició de Primavera. Palau de Projeccions, Barcelona.
- 1933. Sisena Exposició de l'Associació d'Art. Galeries Syra, Barcelona.
- 1933. Exposició del Nu, Círcol Artístic. Vestíbuls dels soterranis dels FFCC, Barcelona.
- 1934. Exposició de Primavera 1934. Palau de Projeccions, Barcelona. Hi va presentar l'obra Noia pentinant-se.[18]
- 1935. Exposició de Primavera 1935. Saló d'Art Modern, Barcelona. Hi va presentar l'obra Camí de la font.[19]
- 1935. Exposició Nacional de Belles Arts, Madrid.[9]
- 1936. Exposició de Primavera 1936. Palau de Metal·lúrgia, Barcelona. Hi va presentar les obres Repòs i Escrivint.[20]
- 1936. Exposició Nacional de Belles Arts, Madrid. Obra: Camerino.[6]
- 1938. Biennal de Venècia.
- 1940. Biennal de Venècia.
- 1941. Exposició d'Art Espanyol, Berlín.
- 1941. Exposició Nacional de Belles Arts, Madrid. Obra: Saliendo del baño.[21]
- 1942. Exposició Nacional de Belles Arts, Barcelona. Obra: Bailarina.[22]
- 1944. Biennal de Venècia.
- 1945. Exposició Nacional de Belles Arts. Madrid. Obra: Desnudo.[23]
- 1947. Exposició d'Art Espanyol, Buenos Aires.
- 1948. Exposició Nacional de Belles Arts, Madrid. Obra: Sinfonía en gris.[24]
- 1950. Exposició Nacional de Belles Arts, Madrid. Obra: Plenitud.[5]
- 1957. Exposició Nacional de Belles Arts, Madrid. Obra: Desnudo.[9]